# Robert Bourgon

Wappen von Robert Ovide Bourgon

Robert Ovide Bourgon (* 10. März 1956 in Greater Sudbury) ist ein kanadischer Geistlicher und emeritierter römisch-katholischer Bischof von Hearst-Moosonee.

## Leben
Robert Bourgon studierte an der Queen’s University und der University of Western Ontario und erwarb Abschlüsse in Psychologie und Philosophie. Anschließend trat er in das Priesterseminar in London ein und studierte an der Saint Paul University Ottawa. Er erwarb den Master of Divinity und wurde in Kanonischem Recht promoviert. Am 8. Mai 1981 empfing er das Sakrament der Priesterweihe für das Bistum Sault Sainte Marie. Ab April 2012 war er Generalvikar des Bistums Sault Sainte Marie.
Am 2. Februar 2016 ernannte ihn Papst Franziskus zum Bischof von Hearst und zum Apostolischen Administrator von Moosonee. Der Erzbischof von Ottawa, Terrence Thomas Prendergast SJ, spendete ihm am 25. April desselben Jahres die Bischofsweihe. Mitkonsekratoren waren der Altbischof von Sault Sainte Marie, Jean-Louis Plouffe, und sein Amtsvorgänger Vincent Cadieux OMI. Mit der Vereinigung der beiden Bistümer am 3. Dezember 2018 wurde er von Papst Franziskus zum Bischof von Hearst-Moosonee ernannt.
Am 30. November 2020 nahm Papst Franziskus das von Robert Bourgon vorgebrachte Rücktrittsgesuch an.